# 中央外事工作委员会
中央外事工作委员会，是中共中央议事协调机构，负责领导中國共產黨及中華人民共和國的外事工作，实际上拥有中国外交的决策权。

## 沿革
1958年3月6日，中共中央、国务院发出《关于中共中央设立外事小组和国务院设立外事办公室的联合通知》；其中，外交部部长陈毅兼任“中央外事小组”组长，全面负责外事工作；在国务院系统中，对应设立“国务院外事办公室”，陈毅兼主任，廖承志任副主任。
文化大革命期间，中央外事小组撤销。1970年6月国务院精简机构，国务院外事办公室撤销，业务并入外交部。1981年，中共中央决定，恢复“中央外事工作领导小组”；李先念任组长，万里任副组长。
2000年9月，中共中央决定，组建“中央国家安全工作领导小组”，与中央外事工作领导小组合署办公，一个机构两块牌子。江泽民任组长，钱其琛任副组长，刘华秋任中央外事工作领导小组办公室和中央国家安全工作领导小组办公室主任。
2014年中央国家安全委员会成立后，中央外事工作领导小组不再保留“中央国家安全工作领导小组”名义。
2018年3月中共中央印发的《深化党和国家机构改革方案》称，“中央全面深化改革领导小组、中央网络安全和信息化领导小组、中央财经领导小组、中央外事工作领导小组改为委员会。为加强党中央对涉及党和国家事业全局的重大工作的集中统一领导，强化决策和统筹协调职责，将中央全面深化改革领导小组、中央网络安全和信息化领导小组、中央财经领导小组、中央外事工作领导小组分别改为中央全面深化改革委员会、中央网络安全和信息化委员会、中央财经委员会、中央外事工作委员会，负责相关领域重大工作的顶层设计、总体布局、统筹协调、整体推进、督促落实。”“4个委员会的办事机构分别为中央全面深化改革委员会办公室、中央网络安全和信息化委员会办公室、中央财经委员会办公室、中央外事工作委员会办公室。”
同时该方案还规定，“不再设立中央维护海洋权益工作领导小组。为坚决维护国家主权和海洋权益，更好统筹外交外事与涉海部门的资源和力量，将维护海洋权益工作纳入中央外事工作全局中统一谋划、统一部署，不再设立中央维护海洋权益工作领导小组，有关职责交由中央外事工作委员会及其办公室承担，在中央外事工作委员会办公室内设维护海洋权益工作办公室。”“调整后，中央外事工作委员会及其办公室在维护海洋权益方面的主要职责是，组织协调和指导督促各有关方面落实党中央关于维护海洋权益的决策部署，收集汇总和分析研判涉及国家海洋权益的情报信息，协调应对紧急突发事态，组织研究维护海洋权益重大问题并提出对策建议等。”

## 历任组长/主任
1. 李先念（1981年－1988年）
2. 李鹏（1988年－1993年）
3. 江泽民（1993年－2002年）
4. 胡锦涛（2002年－2013年）
5. 习近平（2013年－）

## 历届组成人员

### 第十六届中央委员会时期
- 组长：胡锦涛　中共中央总书记、国家主席、中央军委主席
- 副组长：曾慶紅　中共中央政治局常委、中共中央书记处书记、国家副主席

### 第十七届中央委员会时期
- 组长：胡锦涛　中共中央总书记、国家主席、中央军委主席
- 副组长：习近平　中共中央政治局常委、中共中央书记处书记、国家副主席、中央军委副主席
- 组员：
  1. 刘云山　中央政治局委员、中央书记处书记、中央宣传部部长
  2. 梁光烈　中央军委委员、国务委员兼国防部部长
  3. 孟建柱　国务委员兼公安部部长
  4. 戴秉国　国务委员、中央外事工作领导小组秘书长兼办公室主任
  5. 廖晖　全国政协副主席、国务院港澳办公室主任
  6. 杨洁篪　外交部部长
  7. 王毅　国务院台湾事务办公室主任
  8. 乔宗淮　外交部副部长、中纪委委员
  9. 王家瑞　中共中央对外联络部部长
  10. 王晨　中央对外宣传办公室、国务院新闻办公室主任
  11. 耿惠昌　国家安全部部长
  12. 陈德铭　商务部部长
  13. 李海峰　国务院侨务办公室主任
  14. 马晓天　中国人民解放军副总参谋长
- 秘书长：戴秉国（兼）

### 第十八届中央委员会时期
- 组长：习近平　中共中央总书记、国家主席、中央军委主席
- 副组长：李源潮 中共中央政治局委员、国家副主席
- 组员：
  1. 刘奇葆　中央政治局委员、中央书记处书记、中央宣传部部长
  2. 王家瑞　中央对外联络部部长
  3. 杨洁篪　国务委员、中央外事工作领导小组秘书长兼办公室主任
  4. 王毅　外交部部長
  5. 常万全　中央军委委员、国务委员兼国防部部长
  6. 郭声琨　国务委员兼公安部部长
  7. 耿惠昌　国家安全部部长
  8. 高虎城　商务部部长
  9. 张志军　国务院台湾事务办公室主任
  10. 王光亚　国务院港澳事务办公室主任
  11. 王晨　中央对外宣传办公室、国务院新闻办公室主任
  12. 裘援平　国务院侨务办公室主任
- 秘书长：杨洁篪（兼）

### 第十九届中央委员会时期[7]
1. 主任：习近平　（中共中央总书记、国家主席、中央军委主席）
2. 副主任：李克强  （中央政治局常委、国务院总理）
3. 委员：
  1. 王岐山（国家副主席）
  2. 杨洁篪（中央政治局委员、中央外事办公室主任）
  3. 黄坤明（中央政治局委员、中央宣傳部部长）
  4. 王毅（国务委员兼外交部部长）
  5. 魏凤和（中央军委委员、国务委员兼国防部部长)
  6. 赵克志（国务委员兼公安部部长）
  7. 宋涛（中央对外联络部部长）
  8. 陈文清（国家安全部部长）
  9. 钟山 → 王文涛（商务部部长）
  10. 刘结一（国务院台湾事务办公室主任）
  11. 张晓明 → 夏宝龙（国务院港澳事务办公室主任）
  12. 蒋建国 → 徐麟（中央对外宣传办公室、国务院新闻办公室主任）
  13. 许又声 → 潘岳（国务院侨务办公室主任）
4. 办公室主任：杨洁篪（兼）
5. 办公室副主任：乐玉成（外交部常務副部长）

### 第二十届中央委员会时期
1. 主任：习近平（中共中央总书记、国家主席、中央军委主席）
2. 副主任：李强（中央政治局常委、国务院总理）
3. 委員：韓正（正国级领导人、十九届中央政治局常委、國家副主席）
4. 办公室主任：王毅（中共中央政治局委员、外交部部長）
5. 办公室副主任：郭业洲

## 办事机构
中央外事工作委员会下设办事机构“中央外事工作委员会办公室”（简称“中央外事办公室”）。